# Химик (хоккейный клуб, Новополоцк)
Химик (бел. ХК «Хімік», полное название: Спортивное учреждение "Хоккейный клуб «Химик») — белорусский клуб по хоккею с шайбой из города Новополоцка, двукратный чемпион Беларуси, участник Кубка Федерации 1996 года, полуфиналист Кубка Европы 1996 года.

## История
Первый матч по хоккею с шайбой в Новополоцке состоялся 23 февраля 1960 года. Встречались команды посёлка Полоцкий и посёлка Боровуха-1.
В 1964 году команда «Нефтяник», представляющая нефтеперерабатывающий завод, дебютировала в первенстве БССР и заняла 4 место.
Первый матч первенства БССР в Новополоцке команда «Нефтяник» провела 17 января 1965 года.
С 1973 года на республиканской арене новополоцкий хоккей представляет команда «Двина» производственного объединения «Полимир», переименованная в 1974 году в «Химик» (Новополоцк).
В 1974 году введен в эксплуатацию спортивный комплекс «Химик».
1 октября 1989 года в Новополоцке был основан хоккейный клуб «Химик» (первый председатель клуба Бляхман В. Л.), преобразованный в 2003 году в коммунальное спортивное унитарное предприятие "Хоккейный клуб «Химик».
27 января 1990 года введена в эксплуатацию открытая площадка с искусственным льдом.
В 1990 году основана команда мастеров. С сезона 1993/94 выступал под названием Полимир.
11 августа 1994 года открылся Дворец спорта и культуры с крытой ледовой ареной и трибунами на 1400 человек.
В 1996 году и в 1997 году новополоцкий «Полимир» — чемпион Беларуси. В 1995 и 1998 годах — серебряный призёр, в 1993, 1994, 1999 и 2001 годах — бронзовый призёр.
29 декабря 2016 года Коммунальное спортивное унитарное предприятие "Хоккейный клуб «Химик» был преобразован в Спортивное учреждение "Хоккейный клуб «Химик», команда Экстралиги «Химик-СКА» переименована в «Химик».
Чемпион Беларуси (1996, 1997). Серебряный (1995, 1998) и бронзовый (1993, 1994, 1999, 2001) призёр.

### Хоккейная школа
В 1979 году в детско-юношеской спортивной школе профкома производственного объединения «Полимир» открылось отделение хоккея с шайбой, которое в 1990 году было преобразовано в отделение хоккея в ДЮСШ по хоккею.
В 1992 году состоялось присвоение ДЮСШ по хоккею статуса школы олимпийского резерва (СДЮШОР).
С 2006 года СДЮШОР носит имя Л. В. Новожилова, является филиалом хоккейного клуба «Химик».

## Достижения
- Чемпионат Белорусской ССР
  - Чемпион : 1990
  - Серебряный призёр : 1986, 1987, 1989
  - Бронзовый призёр : 1980, 1981, 1983, 1985
- Вторая лига Чемпионата СССР
  - Лучший результат — 8 место (1991/1992)
- Первенство СССР среди КФК
  - Чемпион : 1990
- Открытое первенство России
  - 1/4 финала: 1993/94
- Чемпионат Беларуси
  - Чемпион : 1996, 1997
  - Серебряный призёр : 1995, 1998
  - Бронзовый призёр : 1993, 1994, 1999, 2001
- Кубок Беларуси по хоккею с шайбой

## Тренеры
- Валерий Евплов
- Владимир Катаев
- Борис Косарев
- Владимир Мартынов
- Владимир Меленчук[1]
- Сергей Пушков (2006/2007 -2009/2010, 2024/2025)[2]
- Андрей Сидоренко
- Олег Хмыль